# Błażej Stolarski
Błażej Stolarski (ur. 2 lutego 1880 w Ciebłowicach, zm. 21 października 1939 w okolicach Groß Köris) – polski działacz społeczny i polityczny, jeden z przywódców ruchu ludowego, etnograf i publicysta, członek Zarządu Koła Parlamentarnego Obozu Zjednoczenia Narodowego w 1938 roku, członek Prezydium Rady Naczelnej OZN w 1939 roku.

## Życiorys
Od 1905 do 1907 należał do Polskiego Związku Ludowego, a następnie do „Zarania”. W latach 1912–1915 był członkiem Narodowego Związku Chłopskiego, a w 1915 przystąpił do Polskiego Stronnictwa Ludowego w Królestwie Polskim. W latach 1918–1919 był prezesem tej partii, działającej już jako PSL „Wyzwolenie”. Członek Centralnego Komitetu Narodowego w Warszawie (XII 1915 – V 1917).
W marcu 1917 roku został członkiem Komisji Wojskowej Tymczasowej Rady Stanu. W listopadzie 1918 był ministrem bez teki w rządzie Ignacego Daszyńskiego, a od 29 grudnia 1918 do 16 stycznia 1919 pełnił urząd ministra rolnictwa w rządzie Jędrzeja Moraczewskiego (po dymisji Franciszka Wojdy). W latach 1919–1930 sprawował mandat posła na Sejm II RP I i II kadencji. Pełnił w Sejmie funkcję szefa klubu parlamentarnego PSL „Wyzwolenie”. Aktywny był w promowaniu spółdzielczości wiejskiej. Po zjednoczeniu ruchu ludowego w 1931 znalazł się w szeregach Stronnictwa Ludowego, gdzie zasiadał w radzie naczelnej. Nie godząc się na bojkot wyborów, wystąpił z SL w 1935. W 1933 roku za udział w strajkach chłopskich został aresztowany. W 1938 został członkiem Rady Naczelnej Obozu Zjednoczenia Narodowego. W latach 1938–1939 zasiadał w Senacie V kadencji, pełniąc funkcję wicemarszałka izby. Po wybuchu II wojny światowej został aresztowany 10 września 1939 przez Gestapo, a 21 października 1939 zastrzelony w okolicach Groß Köris. 

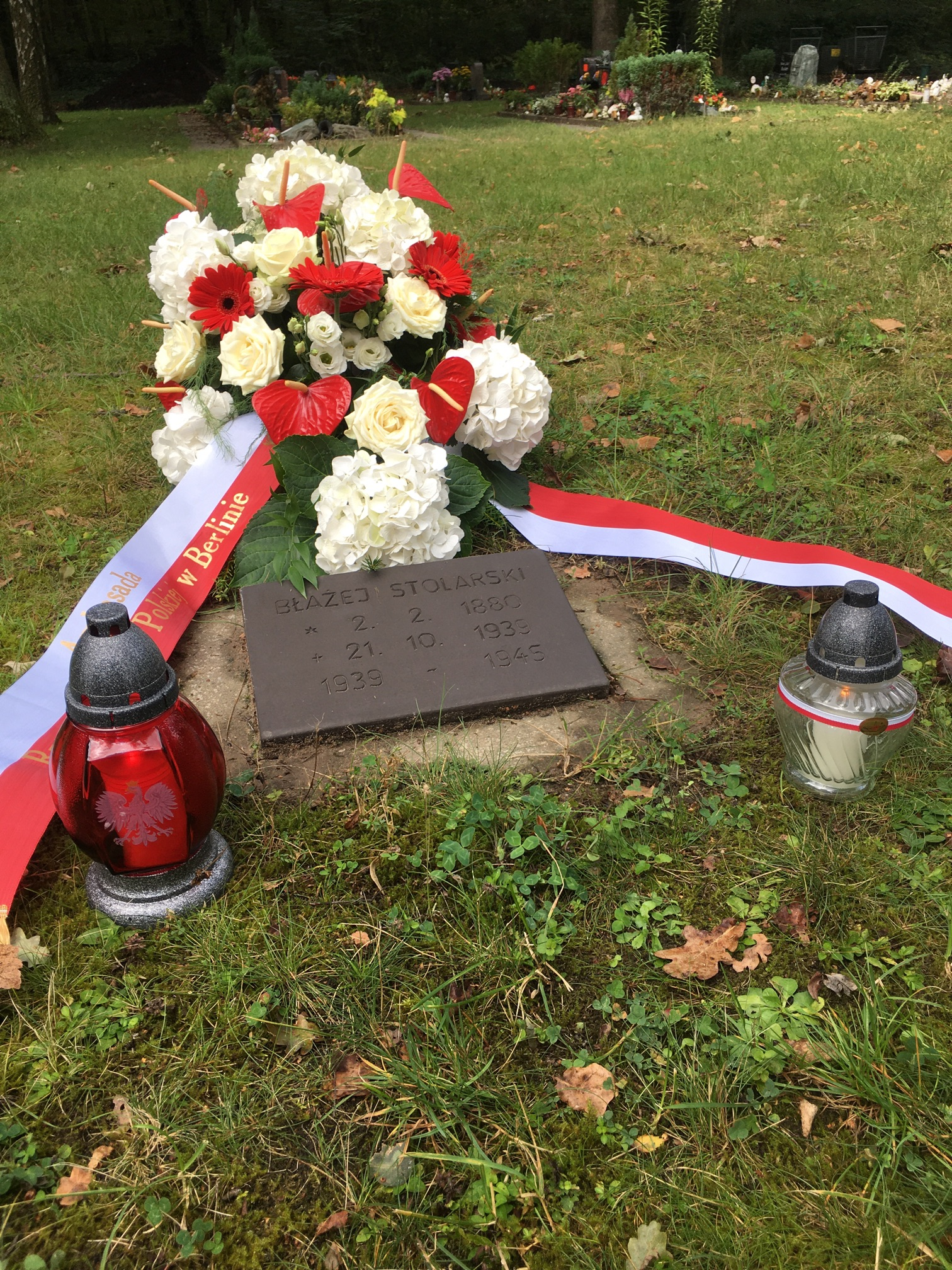
Grób Błażeja Stolarskiego w Berlinie

Pochowany w Berlinie na Parkfriedhof (Cmentarz Parkowy) (kwatera ofiar II wojny światowej, U3, rząd 10).

## Odznaczenia
- 16 lipca 1932 – Krzyż i Medal Niepodległości za zasługi w walce o niepodległość Polski
- 1937 – Srebrny Krzyż Zasługi za działalność społeczną[6]
- 2019 – Krzyż Komandorski Orderu Odrodzenia Polski za wybitne zasługi na rzecz integracji oraz rozwoju środowisk wiejskich i spółdzielczości rolniczej, za działalność państwową, samorządową, publiczną i społeczną[5]